# Festival Folclórico de Parintins
O Festival Folclórico de Parintins é uma festa popular brasileira criada em 1965 no município de Parintins, interior do estado do Amazonas. O festival é reconhecido como Patrimônio Cultural do Brasil pelo Instituto do Patrimônio Histórico e Artístico Nacional (IPHAN).
Ao longo de sua história, o Festival Folclórico de Parintins teve 58 edições. As apresentações, que começam na última sexta-feira do mês de junho e vão até o domingo, simbolizam uma disputa a céu aberto entre duas agremiações folclóricas, a do Boi Garantido (vermelho) e a do Boi Caprichoso (azul), que acontece no Centro Cultural de Parintins — mais conhecido como Bumbódromo, com capacidade para 35 mil espectadores. O Festival Folclórico de Parintins é transmitido pela TV A Crítica, emissora independente pertencente à Rede Calderaro de Comunicação.
São milhares de turistas do Brasil e do mundo que acompanham as toadas dos bois Garantido e Caprichoso. Segundo a Amazonastur, cerca de 120 mil turistas visitam a cidade durante o festival, isso significa mais do que dobro da população de Parintins, que é de 96 mil habitantes.
O Festival Folclórico foi responsável pela divulgação de algumas músicas que ficaram famosas, como os hits Tic, Tic Tac (1993), Vermelho (1996), Saga de Um Canoeiro (1994), Pesadelo dos Navegantes (1996), Parintins Para o Mundo Ver (1997), Bicho-Homem (1998), Lamento da Raça (1996), Ritmo Quente (1997), entre outras.

## História

### Primórdios
A história dos bois de Parintins remete ao início do século XX, ainda que estes na época fossem grupos muito menores e menos estruturados, além de não possuírem qualquer registro formal. Antes da existência do festival, os bois Garantido e Caprichoso já alimentavam certa rivalidade entre si. No entanto, já existiam outros bois, precedentes ou contemporâneos a esses dois, tais como Diamantino, Ramalhete, Fita Verde, Corre-Campo, Mina de Ouro, Galante e Campineiro.

### Oficialização do festival
Em 1965 aconteceu o primeiro Festival Folclórico de Parintins, criado por um grupo de amigos ligados à Juventude Alegre Católica (JAC), entre os quais Xisto Pereira, Jansen Rodrigues Godinho, Lucinor Barros e Raimundo Muniz, então presidente da entidade, além do padre Augusto, com o objetivo de arrecadar fundos para a construção da Catedral de Nossa Senhora do Carmo, padroeira de Parintins. No primeiro ano, vinte e duas quadrilhas se apresentaram, sem a presença dos bois Caprichoso e Garantido.

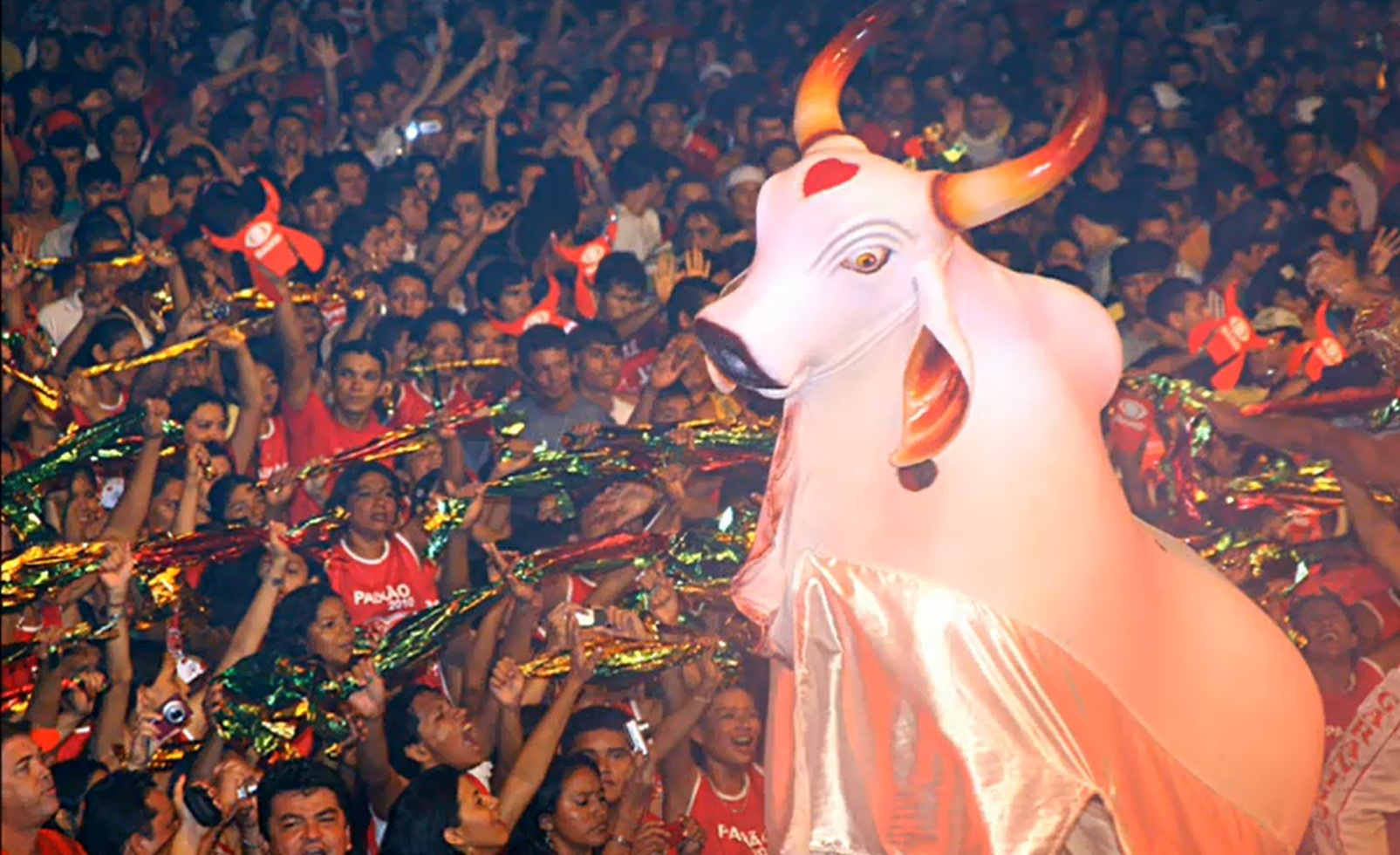
Boi Garantido, o primeiro campeão do festival.

Em 1966 os bois-bumbá foram convidados a participar do festival, e pela primeira vez ambos participaram juntos do festival. Nessa época, o critério estabelecido para definir o campeão foi o boi mais aplaudido pelos presentes. A partir de então, houve o acirramento da rivalidade entre os bois Garantido e Caprichoso.
No ano de 1975, a organização do Festival foi assumida pela Prefeitura de Parintins, mudando o local para o Centro Comunitário Esportivo.

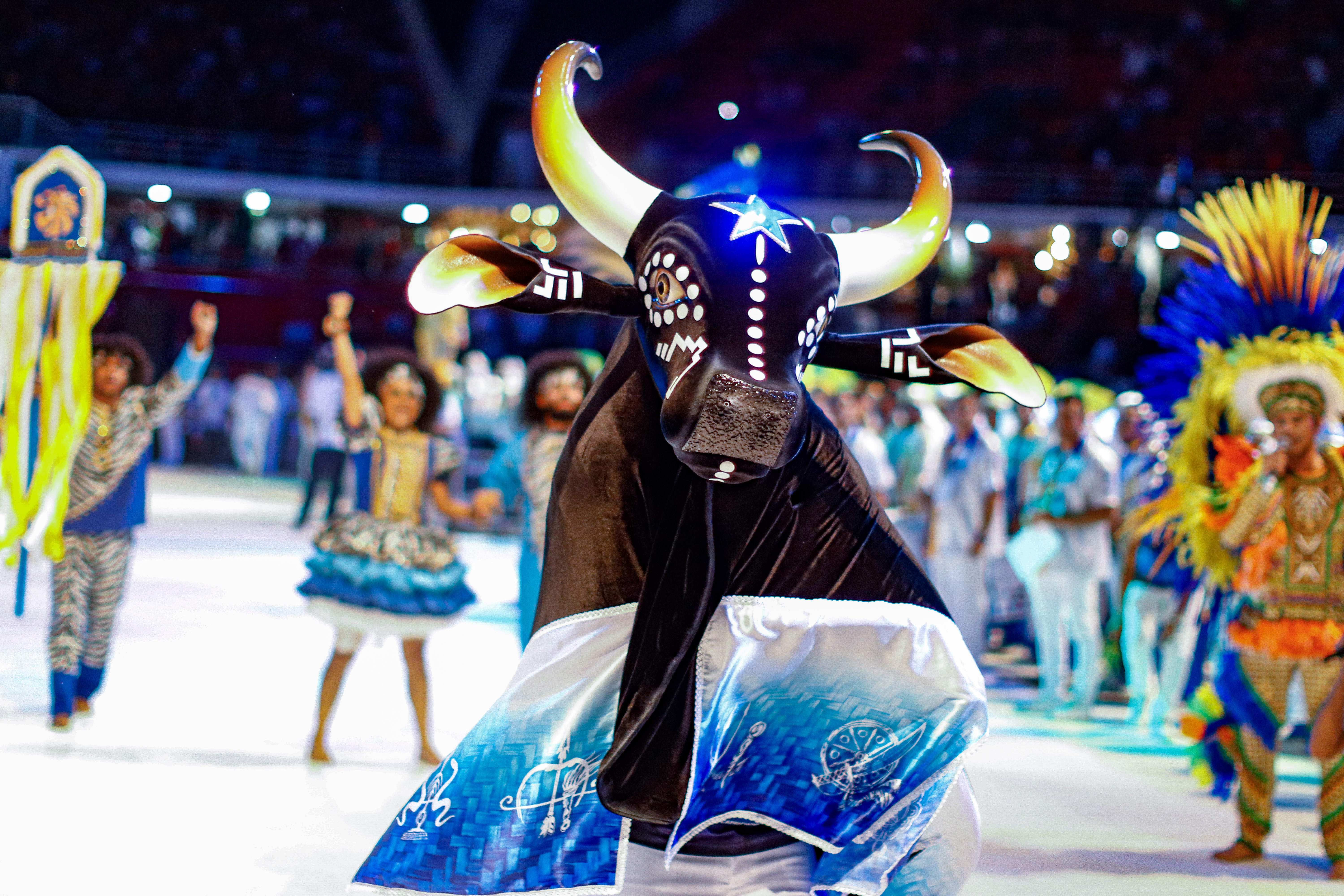
Boi Caprichoso, o boi negro de Parintins e atual tricampeão do Festival.

Com o tempo, o festival ganhou relevância nacional, passando a ser objeto de atenção da mídia e considerado atração turística de Parintins. Após a transmissão em rede de televisão nacional, profissionais que trabalhavam na festa passaram a ser contratados a partir da década de 2000 para trabalhar nos carnavais de Manaus, Rio de Janeiro e  São Paulo.
Em 1982, o Caprichoso, em protesto por ter demorado a receber as verbas públicas (que o boi Garantido havia recebido da Prefeitura com bastante antecedência), decidiu não disputar o festival, alegando que a disputa seria injusta, dado o tempo restado para confecção de um boi que pudesse competir à altura. A prefeitura, para manter a disputa, convidou o boi Campineiro que, por não ter condições de disputa, recebeu o vice-campeonato simbólico naquele ano. Assim, o Boi Garantido consagrou-se pentacampeão (1980, 1981, 1982, 1983 e 1984).
Desde 1994, além de instrumentos de percussão e violões, o teclado eletrônico foi incorporado aos grupos musicais fixos. Primeiro, no Boi-Bumbá Caprichoso, trazendo a modernidade em que o festival entrou, em sua 29ª edição. Sua consolidação ocorreu no ano seguinte, na 30ª edição, realizada em 1995, com a chegada do referido instrumento, no Boi-Bumbá Garantido.
Até 2005, o evento era realizado sempre nos dias 28, 29 e 30 de junho. Uma lei municipal mudou a data para o último fim de semana de junho.
Em 2017, os julgadores do festival sugeriram que este fosse ampliado e outros bois-bumbá pudessem ser incluídos na competição, com a criação de uma liga dos bois-bumbá.
Em 2020, pela primeira vez na história, o Governo do Estado do Amazonas adiou a realização do 55º Festival Folclórico de Parintins para junho de 2021, em função da Pandemia de COVID-19 no Brasil. A medida foi anunciada pelo governador Wilson Lima, em 11 de setembro de 2020, durante reunião com os poderes e representantes de classe. Logo depois, em razão da Pandemia de Covid-19, é anunciado o cancelamento do 55º Festival Folclórico de Parintins, sendo substituído por uma live especial realizada no dia 26 de junho. O evento não contou com a presença de público, que puderam acompanhar pelas plataformas digitais ou na TV aberta, pela emissora oficial do festival.
Em 2022 o festival volta a ser realizado pelos moldes tradicionais e com a presença de público após dois anos sem poder ser realizado por conta da Pandemia de COVID-19. A volta só foi possível por conta do avanço da campanha de vacinação contra a COVID-19 no Brasil, culminando também com a queda no número de casos e óbitos.

### Locais de Apresentação
| Ano             | Local de Disputa                          | Ref    |
| --------------- | ----------------------------------------- | ------ |
| 1966 - 1975     | Quadra da JAC (Juventude Alegre Católica) | [ 19 ] |
| 1976 - 1977     | Quadra da CCE - Parque das Castanholeiras | [ 19 ] |
| 1978            | Quadra da JAC (Juventude Alegre Católica) | [ 19 ] |
| 1979            | Quadra da CCE - Parque das Castanholeiras | [ 19 ] |
| 1980 - 1982     | Estádio Tupy Cantanhede                   | [ 19 ] |
| 1983 - 1987     | Tabladão do Povo                          | [ 19 ] |
| 1988 - presente | Bumbódromo                                | [ 19 ] |

## Patrimônio Cultural do Brasil
Em 8 de novembro de 2018, o Complexo Cultural do Boi-Bumbá do Médio Amazonas e Parintins foi reconhecido como Patrimônio Cultural do Brasil na reunião do Conselho Consultivo do Patrimônio Cultural, que aconteceu em Belém do Pará.
| “ | Concluímos finalmente que, acervos como o Complexo Cultural do Boi-Bumbá do Médio Amazonas e Parintins, por se constituírem em importante foco de resistência da cultura legitimamente nacional, não só tem relevância para o estado do Amazonas e para o país, mas se revestem de um valor universal como lição de liberdade e humanidade. E ratificando os demais pareceres constantes do processo, somos de parecer favorável à sua inscrição, no Livro de Registro das Celebrações, como Patrimônio Cultural do Brasil. | ” |
|   | — Luiz Phelipe de Carvalho Castro Andrês, Conselheiro do Conselho Consultivo do IPHAN. |   |

Os modos de brincar o Boi são diferentes dependendo da região do país. Em cada contexto há variações e denominações próprias, além de ocorrer em distintas épocas do ano. Seja qual for a vertente, o folguedo se estabeleceu de forma marcante na região amazônica e, a cada apresentação, faz o coração dos brincantes e de quem assiste pulsar mais forte. Nessa região, ele ocorre com mais frequência durante os festejos juninos dos santos católicos: Santo Antônio, São João e São Pedro.

## Transmissão
A primeira edição do Festival Folclórico a ser transmitido ao vivo foi em 1994, pela TV Amazonas, afiliada da Rede Globo. Este contrato vigorou até 1999. No ano seguinte, a transmissão passou a TV A Crítica, então afiliada ao SBT. À época, foi firmado um contrato de três anos entre os bois e a emissora, por um valor de R$ 1,2 milhão. Em 2001, o vínculo foi estendido até 2007. Neste período a transmissão ocorria na íntegra para toda a região norte e com flashes ao vivo dentro da programação nacional do SBT.
Entre os anos de 2008 e 2012, a Rede Bandeirantes transmitiu para todo o Brasil os três dias do evento em alta definição dentro da sua grade nacional de programação. Porém a transmissão da emissora sempre foi alvo de muitas críticas, em virtude do excesso de intervalos comerciais, pouco conhecimento dos apresentadores com relação a dinâmica da festa, e principalmente a ausência de um maior destaque para as torcidas dos dois bois. Em 2008, em vídeo gravado durante a transmissão do Festival de Parintins, Patrícia Maldonado criticou o apresentador do festival, dizendo que "não é mais chato por falta de espaço", juntamente com José Luiz Datena. Os dois abusaram de ironia e linguagem explícita. Datena ainda fez um comentário xenófobo, ao dizer "Vamos fazer o movimento da 'parintinada'. Amazonas independente do Brasil em nível nacional". A Band e os apresentadores afirmaram, em nota, que as frases foram tiradas de contexto e que eram comentários em off, não interferindo na transmissão veiculada em rede nacional. Patrícia, durante a transmissão, ainda afirmou que "as moças que encenavam as sinhazinhas do boi precisavam pintar os cabelos de louro, pois todos aqui são descendentes indígenas".
Em 2012, o formato de transmissão foi modificado, para permitir que o programa Pânico na Band pudesse ser exibido na grade nacional da emissora. Com isso, o primeiro e o último dia de apresentações foram exibidos com atraso de 2 horas para todo o Brasil (com exceção da Região Norte). Para compensar, a Rede Bandeirantes fez a transmissão na íntegra e ao vivo pela Band Internacional para mais de 130 países do mundo e também pela internet pelo portal da emissora.
Em 2013, os dois bois assinaram um pré-contrato com a Rede Amazônica, onde estava prevista a divulgação do Festival Folclórico de Parintins pela Rede Globo e a transmissão pelo Amazon Sat. Por sua vez, apenas o Boi Garantido assinou um pré-contrato com a Rede Calderaro de Comunicação, através da TV A Crítica alguns dias depois, este por sua vez prevê a ampla divulgação do Festival na programação da Rede Record, Rede TV, Rádio Jovem Pan e outros veículos de mídia e a transmissão pela TV A Crítica para a toda a região norte em alta definição. No dia 7 de fevereiro, o Boi Caprichoso oficializou o contrato de transmissão com a Rede Amazônica por 5 anos, em consequência, seus produtos serão distribuídos nacionalmente pela Som Livre. Por sua vez, o Boi Garantido, decidiu romper as negociações com a mesma emissora de televisão. Em 15 de fevereiro de 2013, o Boi Garantido assinou contrato com a TV A Crítica, que transmitiu as apresentações oficiais do Garantido, bem como irá fazer a divulgação e produção do DVD e do CD e inserção de itens do Garantido na programação da Rede Record. Com isso em 2013, houve 2 emissoras transmitindo o mesmo festival: TV Amazonas transmitindo as apresentações do Caprichoso e TV A Crítica transmitindo as apresentações do Garantido.
Em 2014, o Festival de Parintins passou a ser transmitido integralmente pela TV A Crítica. De acordo com o presidente do bumbá Caprichoso, Joilto Azedo, o documento prevê a exibição do festival por quatro anos. Em comemoração, os bois Caprichoso e Garantido se apresentaram com os itens oficiais para o público do RCC Experience, no Tropical Hotel, onde ocorreu a assinatura do contrato com o boi Caprichoso.
Em 2017, através de uma parceria com a TV A Crítica, a TV Cultura transmitiu o Festival para todo o país, fato que não ocorria desde 2015, já que a ultima transmissão em rede nacional aconteceu pela Record News no ano de 2014. Devido ao sucesso da transmissão do ano anterior, em 2018, a TV Cultura volta a fechar uma nova parceria com a TV A Crítica, garantindo assim a cobertura do festival para todo o Brasil. Em 2019, o festival passa a ser transmitido em quatro emissoras: TV A Crítica que renovou o contrato com os bois por mais um ano, TV Cultura do Amazonas, Inova TV e a TV Cultura de São Paulo que transmitiu pela terceira vez a festa para todo o país. Mas, devido a mudança de horário do início do festival passando para as 20 horas (21 horas pelo Horário de Brasília) e pela transmissão do Festival de Inverno de Campos do Jordão e a programação nacional, a TV Cultura passou a transmitir a apresentação dos dois bois em formato de VT com uma hora e meia de atraso, começando na sexta feira ás 22:30, sábado ás 21:45 e domingo ás 22 horas, nesse caso no ultimo dia houve uma hora de atraso, frustrando os telespectadores de outras regiões do país, principalmente da Região Norte e do próprio Amazonas, que ao invés de acompanharem a festa na íntegra, passaram a assistir em imagens gravadas tendo até mesmo locução como se estivesse ao vivo.
Em 2024, surgiu a informação que os dois bois teriam decidido rescindir o contrato com a TV A Crítica, acusando a emissora amazonense de não repassar os valores durante as transmissões do festival entre 2022 e 2023. A TV Globo começou a demonstrar interesse em cobrir o evento e iniciou as negociações com Caprichoso e Garantido, com elas avançando em fevereiro de 2024 devido a participação de Isabelle Nogueira no Big Brother Brasil 24. O obstáculo no entanto seria o valor da multa rescisória com a Rede Calderaro de Comunicação, avaliada em R$10 milhões. Em 2 de maio, o governo do Amazonas anunciou que os direitos de transmissão foram repassados para a TV Globo e a Rede Amazônica, marcando a volta do festival na afiliada global depois de 25 anos da última transmissão. A TV Globo e o Multishow realizam uma transmissão simultânea pelo streaming Globoplay, liberando o sinal para todo o público, marcando a volta das transmissões em rede nacional, uma vez que a última foi realizada em 2018 através da TV Cultura de São Paulo, enquanto que a TV A Crítica ainda não abrangia todo o território nacional desde que virou independente em 2019 e iniciou seu projeto de expansão em 2020. A emissora dos Calderaro, mesmo com o anúncio da possível recisão dos dois bois com o conglomerado no início do ano, manteve a transmissão dos três dias de apresentação, a qual realiza desde 2014. Diante do anúncio das transmissões do festival pelas mídias da Globo e na Rede Amazônica, a TV A Crítica publicou um editorial, que foi lido pelo apresentador Dante Graça no telejornal noturno A Crítica Notícias, onde acusa o governador do Amazonas, Wilson Lima (MDB), de não ter consultado a emissora quanto aos repasses dos direitos de transmissão do evento para as mídias do conglomerado carioca e amazonense, concluindo que a emissora dos Calderaro repassou as verbas aos dois bois quando teve os cortes realizados pela gestão estadual, negando os boatos de rompimento no início do ano por falta de repasses.
No entanto, em 13 de junho de 2024, a TV Globo emitiu uma nota anunciando que não iria mais transmitir o festival em suas mídias e nem pela Rede Amazônica após não chegar a um entendimento com a TV A Crítica, detentora dos direitos de transmissão do evento até 2025, apesar de ter confirmado a aquisição pelo Jornal Nacional.
Em 2025 o Festival de Parintins foi transmitido pela primeira vez em 4K através da TV A Crítica em uma cobertura multiplataforma unindo TV aberta e streaming.
| Período       | Emissora                                                          | Nota |
| ------------- | ----------------------------------------------------------------- | --- |
| 1994–1999     | TV Amazonas e TV Cultura do Amazonas (Hoje TV Encontro das Águas) | |
| 2000–2007     | TV A Crítica                                                      | |
| 2000–2007     | SBT                                                               | Transmissão na íntegra apenas para a região Norte enquanto a emissora era afiliada ao canal amazonense, restante do Brasil seguiu com flashes ao vivo. |
| 2008–2012     | Rede Bandeirantes                                                 | Transmissão para todo o Brasil e também pela Band Internacional para o mundo todo. |
| 2013          | TV A Crítica e Record News                                        | Apresentação do Boi Garantido. |
| 2013          | Amazon Sat e TV Tiradentes                                        | Apresentação do Boi Caprichoso. |
| 2014          | Record News                                                       | Transmissão para todo o país com imagens ao vivo da TV A Crítica. |
| 2014–presente | TV A Crítica                                                      | Apresentações dos dois bois. Desde 2022 o festival passou a ser transmitido também para os estados do Acre, Rondônia, Pará, Tocantins, Mato Grosso, Pernambuco, Minas Gerais, Distrito Federal, São Paulo, Goiás, Bahia e Roraima graças à expansão da TV A Crítica em boa parte do país. |
| 2017–2019     | TV Cultura                                                        | Transmissão para todo o país através de uma parceria com a TV A Crítica. Em 2019 devido a mudança de horário do começo da festa e por conta da cobertura do Festival de Campos do Jordão, a emissora passou a exibir a apresentação dos dois bois através de VT.                          |
| 2019–presente | Inova TV                                                          | Transmissão com imagens da TV A Crítica, pois ambas pertencem à Rede Calderaro de Comunicação. |
| 2022          | Parintins Play                                                    | Streaming criado pela TV A Crítica para transmissões em ângulos exclusivos, além de assentos virtuais para o público viver a experiência dentro do Bumbódromo. |

## Componentes do festival
O festival possui um total de 21 itens, sendo que a maioria não possui ordem predeterminada de apresentação. As exceções são os três primeiros (apresentador, levantador de toadas e marujada ou batucada), além do último (encenação).
| Bloco A – Comum/Musical | Bloco A – Comum/Musical     | Bloco A – Comum/Musical | Bloco B – Cênico/Coreográfico | Bloco B – Cênico/Coreográfico | Bloco B – Cênico/Coreográfico | Bloco C – Artístico | Bloco C – Artístico    | Bloco C – Artístico |
| Item                    | Descrição do Item           | Classe                  | Item                          | Descrição do Item             | Classe                        | Item                | Descrição do Item      | Classe              |
| ----------------------- | --------------------------- | ----------------------- | ----------------------------- | ----------------------------- | ----------------------------- | ------------------- | ---------------------- | ------------------- |
| 01                      | Apresentador                | Individual              | 05                            | Porta-estandarte              | Individual                    | 04                  | Ritual Indígena        | Artístico           |
| 02                      | Levantador de Toadas        | Individual              | 07                            | Sinhazinha da Fazenda         | Individual                    | 13                  | Povos Indígenas        | Coletivo            |
| 03                      | Batucada/Marujada           | Coletivo                | 08                            | Rainha do Folclore            | Individual                    | 14                  | Tuxauas                | Coletivo            |
| 06                      | Amo do Boi                  | Individual              | 09                            | Cunhã poranga                 | Individual                    | 15                  | Figura Típica Regional | Artístico           |
| 11                      | Toada (Letra e Música)      | Abstrato                | 10                            | Boi Bumbá (Evolução)          | Individual                    | 16                  | Alegoria               | Artístico           |
| 19                      | Galera                      | Coletivo                | 12                            | Pajé                          | Individual                    | 17                  | Lenda Amazônica        | Artístico           |
| 21                      | Org. do Conjunto Folclórico | Coletivo                | 20                            | Coreografia                   | Coletivo                      | 18                  | Vaqueirada             | Coletivo            |

A seguir, a descrição dos itens de acordo com o Regulamento oficial:
Apresentador
Anfitrião, mestre de cerimônia, porta voz do espetáculo que leva ao conhecimento do espectador a apresentação dos itens disputantes. O apresentador precisa ter domínio do espetáculo e de público, fluência verbal, dicção, interação com a galera, atenção ao desenvolvimento do espetáculo.
Levantador de toadas
Intérprete musical da trilha sonora do espetáculo. Como critérios de avaliação, precisa ter interpretação, afinação, dicção, timbre e técnica de canto, além de variedade de decisões interpretativas.
Batucada/Marujada
Conjunto de brincantes que fazem o acompanhamento percussivo das toadas, sendo base para o espetáculo. Precisam ter ritmo, cadência, equilíbrio na conjugação dos sons emitidos pelos instrumentos, variação rítmica e afinação.
Ritual indígena
Representação artística de uma celebração ou rito indígena, fundamentado em consonância ao espetáculo do Boi-Bumbá. Como critérios de avaliação, conta-se reconstrução visual, cênica e performática da celebração ou rito proposto. Indumentária, adereços e alegoria na organização visual como um todo, representação visual e cênica da toada cantada na apresentação do ritual.
Porta-estandarte
Brincante que conduz o estandarte símbolo do Boi–Bumbá. Como critérios de avaliação, conta-se dança e performance, interação entre o Item e o estandarte, habilidade e consciência dos movimentos durante apresentação, domínio corporal, percepção e domínio do espaço cênico, indumentária de acordo com a temática proposta (temática geral, temática da noite ou quadro específico).
Amo do boi
Brincante que representa o dono da fazenda que entoa versos dentro dos fundamentos do espetáculo. O item precisa ter timbre, afinação, fluência na dicção, capacidade de improvisar melodias, versos e qualidade poética.
Sinhazinha da fazenda
Brincante que representa a filha do dono da fazenda no Auto tradicional do Boi-Bumbá de Parintins. O item precisa ter dança e performance, graça e leveza. A interação entre o item e o boi-bumbá durante a performance, evolução e performance de acordo com a toada, sincronia dos movimentos coesos à apresentação, domínio do espaço cênico. Indumentária de acordo com a temática proposta (temática geral, temática da noite ou quadro específico).
Rainha do folclore
Brincante que representa a diversidade das manifestações da cultura popular brasileira. Consta como critérios de avaliação dança e performance, composição da personagem, habilidade e consciência dos movimentos durante apresentação, domínio corporal, percepção e domínio do espaço cênico, indumentária de acordo com a temática proposta (temática geral, temática da noite ou quadro específico).
Cunhã poranga
Mulher bonita em Nheengatu, brincante que representa os povos indígenas. O item precisa ter dança e performance, habilidade e consciência dos movimentos durante apresentação, domínio corporal, percepção e domínio do espaço cênico, indumentária de acordo com a temática proposta (temática geral, temática da noite ou quadro específico), expressão corporal.
Boi-bumbá evolução
Boi escultórico articulado que é o símbolo maior da manifestação popular de Parintins, manipulado por brincantes denominados “tripa do boi”. O tripa precisa ter evolução da performance de acordo com a toada, domínio do boi e do espaço cênico, variação no repertório de movimentos.
Toada (letra e música)
Gênero musical popular do Boi de Parintins, suporte lítero-musical do festival. A toada precisa ter melodia, letra, harmonia, arranjo e interpretação.
Pajé
Personagem arquétipo do curandeiro, xamã, sacerdote indígena considerando a referência sagrada, mística e mitológica dos povos indígenas. Consta como critérios de avaliação do item, composição e interpretação cênica, habilidade e consciência corporal, variação do repertório de movimentos e domínio do espaço cênico, composição da personagem, performance cênico/dramática, performance corpo/coreográfica, adequação da personagem à temática (temática geral, temática da noite ou quadro específico) e caracterização.
Povos indígenas
Brincantes que representam os grupos étnicos que compõe os povos indígenas da Amazônia e/ou do território brasileiro, dentro do contexto do 
espetáculo do Boi-Bumbá. Consta como critérios de avaliação: indumentária, encenação, representação visual dos 
povos apresentados, sincronia dos movimentos da encenação e o ritmo coerente na organização visual como um todo, evolução da performance de acordo com as toadas e domínio do espaço cênico.
Tuxauas
Brincantes que representam os chefes dos povos indígenas por meio de indumentárias que simbolizam o cocar alegórico. O item precisa ter cocar alegórico e indumentária adequados a temática proposta (temática geral, temática da noite ou quadro específico), equilíbrio, acabamento e harmonia na composição visual, domínio do espaço cênico e evolução em sincronia durante a apresentação.
Figura típica regional
Estrutura artística alegórica e cênica que representa a identidade regional do amazônida em sua diversidade. Precisa-se ter recriação da diversidade étnica e cultural amazônida. Organização dos elementos visuais, figurinos, adereços e alegoria, na organização visual como um todo. Representação visual e cênica da toada cantada na apresentação da figura típica.
Alegorias
Estruturas artísticas que funcionam como suporte cenográfico para as apresentações. São critérios para a avaliação do item a adequação dos elementos visuais da alegoria à temática proposta com a funcionalidade de significação dos símbolos e formas, dentro do contexto do espetáculo Boi-bumbá. Coerência na utilização de elementos plásticos visuais em que o resultado tenha harmonia e equilíbrios das formas, cores, texturas e acabamento, além de movimentos alegóricos.
Lenda amazônica
Estrutura artística alegórica e cênica. Narrativa que ilustra a cultura dos povos da Amazônia dentro do contexto do espetáculo do Boi-Bumbá de Parintins. Precisa-se ter recriação visual, cênica e performática das cosmologias que orientam o cotidiano, festividades, condutas e crenças. Organização dos elementos visuais: indumentária, adereços e alegoria. Representação visual e cênica da toada cantada na apresentação da lenda amazônica. Plástica e acabamento.
Vaqueirada
Brincantes que representam a figura dos vaqueiros no contexto histórico, os guardiões do Boi-Bumbá. Precisa-se ter indumentária,
cavalinho e lança à temática, equilíbrio e harmonia dos acabamentos utilizados na composição visual. Sincronia e ritmo na movimentação da Vaqueirada. Domínio do espaço cênico durante a apresentação dos personagens que compõem o Item.
Galera
Conjunto de torcedores dispostos nas arquibancadas laterais gratuitas. Pessoas que formam coreografias uníssonas e organizadas no
contexto do espetáculo. Para ser considerada uma galera com nota alta, o tem precisa mostrar animação, sincronia, participação interativa com os quadros apresentados, composição visual, coreografias e criatividade.
Coreografia
São movimentos coreografados dos grupos de dança apresentados durante o espetáculo. O item é avaliado como tendo coerência entre indivíduos e coletivos com o roteiro, disposição espacial na arena, evolução das performances de acordo com as toadas, sincronia e manutenção do ritmo durante as performances, domínio corporal e espaço cênico.
Organização do conjunto folclórico
Se trata da fluidez e organização da apresentação dentro do contexto do espetáculo. Precisa-se ter conjunto visual das cenas apresentadas nos quadros do espetáculo, disposição em que encontram suas diversidades (itens coletivos, itens individuais, abstratos e estruturas artísticas)
Jurados
Os jurados, em número de nove, são escolhidos nas semanas que precedem o Festival. Todos vêm de estados que façam parte de outras regiões do país, que não a Região Norte. Requisitos estão dispostos em um edital lançado pela organização meses antes, onde pode-se destacar ser estudioso da arte, da cultura e do folclore brasileiro, com mínimo grau de formação de mestre.

## As torcidas dos Bois
Em Setembro de 2023, o Instituto de Pesquisa do Norte (IPEN) pela primeira vez disputou uma pesquisa voltada para medir o tamanho das torcidas dos bumbás de Parintins. A pesquisa se deu em Manaus, cidade que é ponto de encontro de amazonenses dos quatro cantos do estado. De 11 a 18 de Setembro os dados foram colhidos. O resultado foi impressionante: embora 43,40% dos entrevistados não tenham apontado um favorito, os demais foram divididos igualmente em 28,30% para cada um, apontando um empate. Em termos atuais, se baseando no último censo do IBGE, de 2022, cada boi teria o equivalente a 584 mil torcedores somente na capital amazonense. Além disso, 14,70% dos entrevistados afirmou já ter ido a Parintins para acompanhar o festival, um número estimado de 303 mil pessoas.
A principal "área de influência" do festival corresponde a praticamente todo o estado do Amazonas e parte do oeste do Pará, havendo grande presença de torcedores dos bois, "peregrinos" que fazem parte das caravanas que se dirigem a Parintins em tempos de festival, além das cidades possuírem consulados e até festivais próprios com largas semelhanças com o festival de Parintins. Devido à essa zona de influência que expandiu o festival, há componentes dos bois oriundos de diversas cidades dentro dessas regiões. Podemos citar um exemplo de cada agremiação: Marciele Albuquerque, a cunhã-poranga do Caprichoso, é natural de Juruti, no Pará (onde ocorre o Festribal, com larga influência de Parintins) e vivia em Manaus; e Valentina Coimbra, sinhazinha do Garantido, é natural de Santarém, também no Pará, onde disputava o "Festival dos Botos" de Alter do Chão. E claro, há também torcedores de outras partes do país. Em 2024 estimou-se que cerca de 120 mil pessoas visitariam Parintins nos dias de festival, mais que dobrando a população da cidade.

## Resultados e temas
| Ano  | Campeão                                                                      | Vice-campeão                                                                 |
| ---- | ---------------------------------------------------------------------------- | ---------------------------------------------------------------------------- |
| 1966 | Garantido                                                                    | Caprichoso                                                                   |
| 1967 | Garantido                                                                    | Caprichoso                                                                   |
| 1968 | Garantido                                                                    | Caprichoso                                                                   |
| 1969 | Caprichoso                                                                   | Garantido                                                                    |
| 1970 | Garantido                                                                    | Caprichoso                                                                   |
| 1971 | Garantido                                                                    | Caprichoso                                                                   |
| 1972 | Caprichoso                                                                   | Garantido                                                                    |
| 1973 | Garantido                                                                    | Caprichoso                                                                   |
| 1974 | Caprichoso                                                                   | Garantido                                                                    |
| 1975 | Garantido                                                                    | Caprichoso                                                                   |
| 1976 | Caprichoso                                                                   | Garantido                                                                    |
| 1977 | Caprichoso                                                                   | Garantido                                                                    |
| 1978 | Garantido                                                                    | Campineiro                                                                   |
| 1979 | Caprichoso                                                                   | Garantido                                                                    |
| 1980 | Garantido                                                                    | Caprichoso                                                                   |
| 1981 | Garantido                                                                    | Caprichoso                                                                   |
| 1982 | Garantido                                                                    | Campineiro                                                                   |
| 1983 | Garantido                                                                    | Caprichoso O Indomável                                                       |
| 1984 | Garantido                                                                    | Caprichoso O Infinito                                                        |
| 1985 | Caprichoso Negrão Maravilha                                                  | Garantido                                                                    |
| 1986 | Garantido Garantido e Você, uma Amizade que Ninguém Destrói                  | Caprichoso Arte, Amor e Paz                                                  |
| 1987 | Caprichoso Revolução da Arte no Mundo                                        | Garantido                                                                    |
| 1988 | Garantido Brinquedo de São João                                              | Caprichoso Rei Negro, Tributo a Liberdade                                    |
| 1989 | Garantido O Eterno Campeão                                                   | Caprichoso A Força da Natureza                                               |
| 1990 | Caprichoso Raízes de um Povo                                                 | Garantido Garantido, Amor, Magia da Ilha                                     |
| 1991 | Garantido Uma Origem Cabocla                                                 | Caprichoso Cultura Cabocla                                                   |
| 1992 | Caprichoso A Arte de Folclorear                                              | Garantido Folguedo de São João                                               |
| 1993 | Garantido Rio Amazonas, Esse Rio é Minha Vida                                | Caprichoso No Silêncio da Mata                                               |
| 1994 | Caprichoso Capricho dos Deuses                                               | Garantido Templo das Eternas Lendas                                          |
| 1995 | Caprichoso Luz e Mistérios da Floresta                                       | Garantido Uma Viagem à Amazônia                                              |
| 1996 | Caprichoso Criação Cabocla                                                   | Garantido Lendas, Rituais e Sonhos                                           |
| 1997 | Garantido Parintins Para o Mundo Ver                                         | Caprichoso O Boi de Parintins                                                |
| 1998 | Caprichoso 85 Anos de Cultura                                                | Garantido 500 Anos do Passado Para Construir o Futuro                        |
| 1999 | Garantido Mito, Cultura e Arte                                               | Caprichoso Faz da Arte Sua História                                          |
| 2000 | Garantido Meu Brinquedo de São João                                          | Empate                                                                       |
| 2000 | Caprichoso A Terra é Azul                                                    | Empate                                                                       |
| 2001 | Garantido Amazônia Viva                                                      | Caprichoso Amor e Paixão                                                     |
| 2002 | Garantido O Boi da Amazônia                                                  | Caprichoso Amazônia Cabocla de Alma Indígena                                 |
| 2003 | Caprichoso 90 Anos de Raízes e Tradições na Amazônia                         | Garantido Amazônia, Santuário Esmeralda                                      |
| 2004 | Garantido Amazônia, Coração Brasileiro                                       | Caprichoso Amazonas: Terra do Folclore, Fonte de Vida                        |
| 2005 | Garantido Festa da Natureza                                                  | Caprichoso A Estrela do Brasil                                               |
| 2006 | Garantido Terra, a Grande Maloca                                             | Caprichoso Amazônia Solo Sagrado                                             |
| 2007 | Caprichoso O Eldorado é Aqui                                                 | Garantido Guardiões da Amazônia                                              |
| 2008 | Caprichoso O Futuro é Agora                                                  | Garantido O Boi da Preservação                                               |
| 2009 | Garantido Emoção                                                             | Caprichoso Amazonas, Onde o Verde Encontra o Azul                            |
| 2010 | Caprichoso O Canto da Floresta                                               | Garantido Paixão                                                             |
| 2011 | Garantido Miscigenação                                                       | Caprichoso A Magia Que Encanta                                               |
| 2012 | Caprichoso Viva a Cultura Popular!                                           | Garantido Tradição                                                           |
| 2013 | Garantido O Boi do Centenário                                                | Caprichoso O Centenário de uma Paixão                                        |
| 2014 | Garantido Fé                                                                 | Caprichoso Amazônia Táwapayêra                                               |
| 2015 | Caprichoso Amazônia                                                          | Garantido Vida                                                               |
| 2016 | Garantido Celebração                                                         | Caprichoso Viva Parintins!                                                   |
| 2017 | Caprichoso A Poética do Imaginário Caboclo                                   | Garantido Magia e Fascínio no Coração da Amazônia                            |
| 2018 | Caprichoso Sabedoria Popular: Uma revolução ancestral                        | Garantido Auto da Resistência Cultural                                       |
| 2019 | Garantido Nós, o Povo!                                                       | Caprichoso Um Canto de Esperança para Mátria Brasilis                        |
| 2020 | Nos anos de 2020 e 2021 não houve festival por conta da Pandemia de COVID-19 | Nos anos de 2020 e 2021 não houve festival por conta da Pandemia de COVID-19 |
| 2021 | Nos anos de 2020 e 2021 não houve festival por conta da Pandemia de COVID-19 | Nos anos de 2020 e 2021 não houve festival por conta da Pandemia de COVID-19 |
| 2022 | Caprichoso Amazônia Nossa Luta em Poesia                                     | Garantido Amazônia do Povo Vermelho                                          |
| 2023 | Caprichoso O Brado do Povo Guerreiro                                         | Garantido Garantido Por Toda Vida                                            |
| 2024 | Caprichoso Cultura - O Triunfo do Povo                                       | Garantido Segredos do Coração                                                |
| 2025 | Garantido Boi do Povo, Boi do Povão                                          | Caprichoso É Tempo de Retomada                                               |

### As ausências do Caprichoso
O Caprichoso se ausentou de dois festivais, o de 1978 e o de 1982. Naqueles anos o festival não tinha um lugar fixo, então por vezes entrava no território das torcidas dos bois. Em 1978 o festival foi para a quadra da Juventude Atlética Católica (JAC), que por sinal, ficava em reduto do Garantido. O Caprichoso ainda se apresentou na primeira noite, mas a violência ocorrida os fez desistir de se apresentar nas outras noites. A desistência de 1982 por sua vez foi motivada por questões políticas - segundo dirigentes do boi azul, o vice-prefeito Edu Costa, nomeado como principal organizador do evento, era torcedor declarado do Garantido e teria elaborado um regulamento que supostamente favoreceria os vermelhos. Ao ser confrontado, o então vice-prefeito excluiu o Caprichoso da competição. Neste ano, o Caprichoso organizou seu próprio festival, na quadra da CCE (em seu reduto) com a presença da sua torcida.

### O Boi Campineiro
Nos dois anos em que o Caprichoso se retirou do festival, o Campineiro foi convidado para ocupar seu lugar. O Campineiro existe até os dias atuais e teria sido fundado em 1913, no Aninga. Atuando como "boi de comunidade" o Campineiro só fez parte do festival muito em decorrência da ausência do Caprichoso, e relatos dão conta de que havia um abismo estrutural e financeiro entre o Campineiro e seu oponente das ocasiões, Garantido, além de praticamente não ter torcedores, fatos que impediram da agremiação continuar a participar. Há relatos de pessoas, como Zezinho Faria, que dizem que o Campineiro teria se originado do próprio Caprichoso ou de um "clone" dele, que mais tarde foi renomeado. Recentemente se ventilou a ideia de reintroduzir o Campineiro como parte do festival, porem foram ideias que não foram adiante. O Campineiro teria a cor verde como sua representante, apesar do touro ser apresentado de cor cinza e amarela, com um sol na testa. Em 2024 o touro foi levado ao Bumbódromo e fez participação na apresentação do Boi Garantido, na 2ª noite do festival.

## Total de pontos
| Boi-Bumbá | Boi-Bumbá      | Títulos | Vitórias | Vice | Empate | Participações |
| --------- | -------------- | ------- | -------- | ---- | ------ | ------------- |
|           | Boi Garantido  | 33      | 32       | 25   | 1      | 58            |
|           | Boi Caprichoso | 26      | 25       | 30   | 1      | 56            |
|           | Boi Campineiro | 0       | 0        | 2    | 0      | 2             |

## Cronologia do Festival
- 1965: Primeiro festival, sem a disputa dos bois;
- 1966: Primeira disputa entre Caprichoso e Garantido. Garantido primeiro campeão;
- 1969: Primeiro título do Caprichoso;
- 1984: Garantido pentacampeão, a maior sequência de vitórias até hoje;
- 1988: Inauguração do bumbódromo — Garantido campeão;
- 1990: Primeira vitória do Caprichoso na nova arena de apresentação;
- 1996: Caprichoso tricampeão pela primeira vez;
- 2000: Primeiro e único empate da história do festival;
- 2002: Os dois bois defenderam temas parecidos sobre a Amazônica — Garantido Tetracampeão;
- 2004: Em apresentação apoteótica, Eric Scott, o homem voador da Nasa sobrevoou o Bumbódromo — Garantido Campeão;
- 2013: Centenário dos bois — Garantido campeão;
- 2015: 50 anos do festival — Caprichoso campeão;
- 2018: 30 anos da inauguração do bumbódromo — Caprichoso campeão;
- 2020: A 55° edição do Festival Folclórico de Parintins é adiada em função da pandemia de COVID-19 no Brasil;
- 2021: Realizada uma live em 26 de junho sem disputa entre as agremiações;
- 2022: O Festival volta a ser realizado nos moldes tradicionais — Caprichoso campeão;
- 2024: Caprichoso conquista o tricampeonato pela segunda vez.
- 2025: Boi Garantido voltou a vencer o Festival Folclórico de Parintins após seis anos sem conquistar o título.[56]

## Na cultura popular

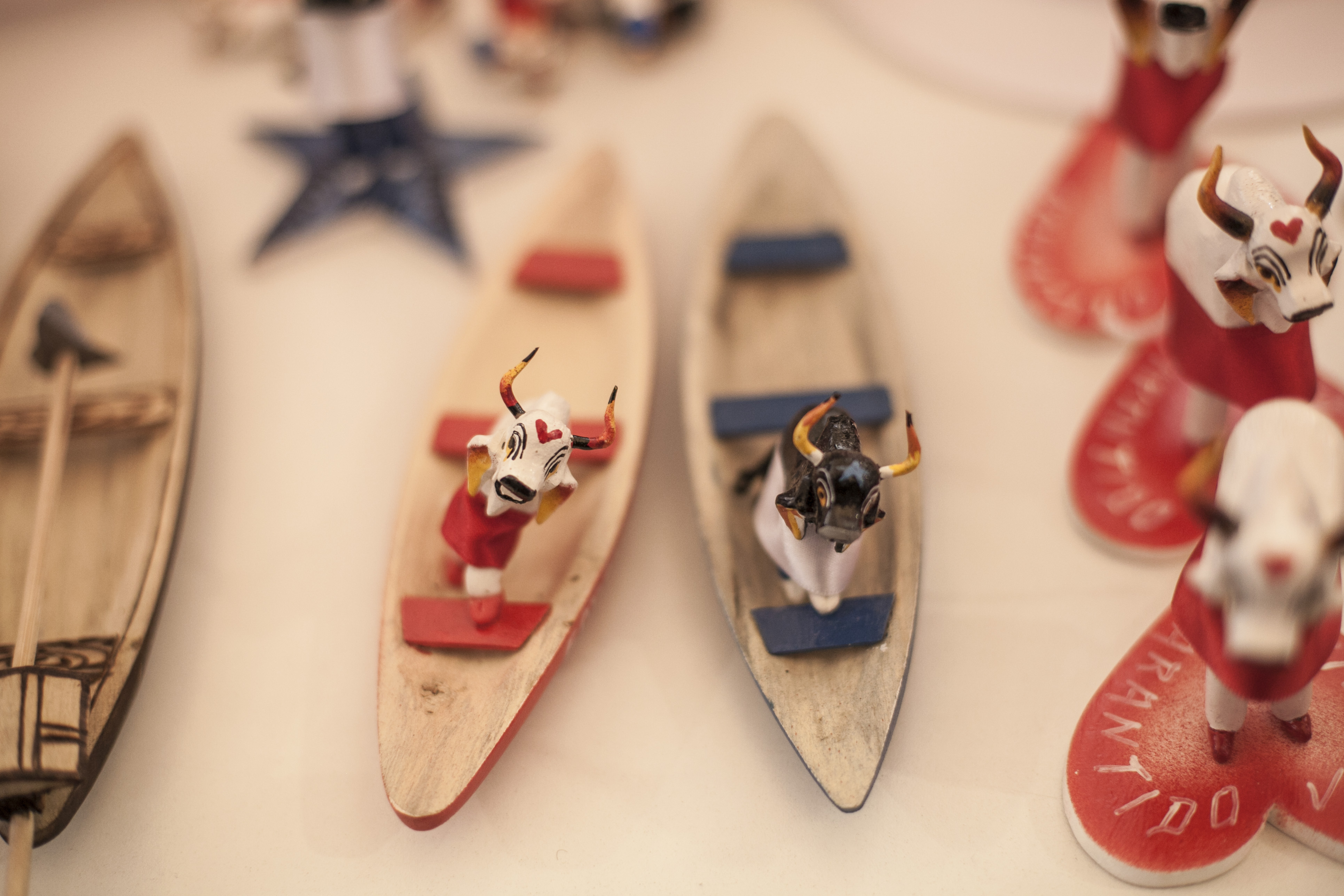
Representação em miniatura artesanal dos bois, Garantido e Caprichoso, duas agremiações que disputam o título do ano no Festival de Parintins.

Os bois de Parintins tem hoje reconhecimento mundial como uma das principais festas culturais brasileiras. A festividade, que traz à arena simbolismos regionais que representam os povos indígenas e o homem ribeirinho nortista, se popularizou e tem atraído pessoas do mundo inteiro para a "Ilha Tupinambarana", nome pelo qual a cidade de Parintins ficou conhecida. De forma massificada, os bois são muito populares no Amazonas e no Pará (principalmente a Oeste). Nessas regiões, as agremiações folclóricas contam com grandes torcidas que criam seus consulados e formam grandes caravanas para o festival. Os bois também são responsáveis pelo maior evento festivo de Manaus, o Boi Manaus, onde milhares se reúnem no Sambódromo da cidade para se divertir ao ritmo regional. A rivalidade tem ares esportivos e se equiparada ao futebol, seria uma das maiores do país. Em Parintins, a cidade se divide ao meio pelos dois bois e essa rivalidade se alastra para outros municípios da região, incluindo Manaus.
As músicas dos bois são lançadas em CD e DVD, o que gera competição para saber qual dos bois vende mais. Em muitas campanhas políticas nas cidades da Região Norte, as músicas mais populares dos bumbás são convertidas em jingles que transformam as campanhas eleitorais em grandes festas nessas localidades.
Acontece em Manaus, os ensaios dos bois, chamado de Curral do Garantido e Bar do Boi Caprichoso, as datas são sempre determinadas pela presidência de ambos os bois, normalmente, inicia-se em meados de março e finaliza sempre em junho (em um sábado antes do Festival).